# Sainte-Camelle
Sainte-Camelle (okzitanisch: Santa Camèla) ist eine französische Gemeinde mit 124 Einwohnern (Stand: 1. Januar 2022) im Westen des Départements Aude in der Region Okzitanien (vor 2016: Languedoc-Roussillon). Die Gemeinde gehört zum Arrondissement Carcassonne und zum Kanton La Piège au Razès. Die Einwohner werden Camellais genannt.

## Lage
Sainte-Camelle liegt etwa 35 Kilometer westnordwestlich von Carcassonne. Umgeben wird Sainte-Camelle von den Nachbargemeinden Salles-sur-l’Hers im Norden, Montauriol im Nordosten und Osten, Peyrefitte-sur-l’Hers im Südosten, Mézerville im Süden sowie La Louvière-Lauragais im Westen.

## Bevölkerungsentwicklung
| Jahr                       | 1962 | 1968 | 1975 | 1982 | 1990 | 1999 | 2006 | 2019 |
| Einwohner                  | 148  | 129  | 111  | 95   | 94   | 102  | 111  | 117  |
| Quellen: Cassini und INSEE |      |      |      |      |      |      |      |      |

## Sehenswürdigkeiten
- Kirche Sainte-Camelle